# Trygetus
Genre
Trygetus est un genre d'araignées aranéomorphes de la famille des Zodariidae.

## Distribution
Les espèces de ce genre se rencontrent au Moyen-Orient, en Afrique du Nord, en Azerbaïdjan et au Turkménistan.

## Liste des espèces
Selon World Spider Catalog (version 23.5, 04/08/2022) :
- Trygetus berlandi Denis, 1952
- Trygetus cyrus Zamani & Marusik, 2022
- Trygetus gromovi Marusik, 2011
- Trygetus jacksoni Marusik & Guseinov, 2003
- Trygetus nakhchivanicus Zamani & Marusik, 2022
- Trygetus nitidissimus Simon, 1882
- Trygetus rectus Jocqué, 2011
- Trygetus riyadhensis Ono & Jocqué, 1986
- Trygetus sexoculatus (O. Pickard-Cambridge, 1872)
- Trygetus susianus Zamani & Marusik, 2021

## Systématique et taxinomie
Ce genre a été décrit par Simon en 1882 dans les Zodariidae.

## Publication originale
- Simon, 1882 : « II. Étude sur les arachnides de l'Yemen méridional. Viaggio ad Assab nel Mar Rosso, dei signori G. Doria ed O. Beccari con il R. Aviso "Esploratore" dal 16 novembre 1879 al 26 Febbraio 1880. » Annali del Museo Civico di Storia Naturale di Genova, vol. 18, p. 207-260 (texte intégral).